# Tepakán (kommun)
Tepakán är en kommun i Mexiko.   Den ligger i delstaten Yucatán, i den östra delen av landet, 1 100 km öster om huvudstaden Mexico City. Antalet invånare är 2 226. Arean är 134 kvadratkilometer.
Terrängen i Tepakán är mycket platt.
Följande samhällen finns i Tepakán:
- Tepakán
- Kantirix